# Pteropus nitendiensis
Pteropus nitendiensis е вид бозайник от семейство Плодоядни прилепи (Pteropodidae). Видът е застрашен от изчезване.

## Разпространение
Разпространен е в Соломонови острови.